# Тима Брик
Тима Брик  (Тимофей Вадимович Шевченко) (27 марта 1986, Элиста — 5 февраля 2016, Москва) — музыкальный продюсер, певец, PR-директор звёзд российского шоу-бизнеса.

## Биография
Тима Брик (Тимофей Вадимович Шевченко) родился 27 марта 1986 года в городе Элиста в семье повара 5 разряда Вадима Шевченко и медсестры Ирины Брик. С ранних лет подавал большие надежды — учился в химико-биологическом классе, занимался бальными танцами. Окончив школу, поступил на филологический факультет Калмыцкого Государственного Университета (КГУ), где в совершенстве выучил английский и немецкий языки. Параллельно с учёбой строил карьеру. На втором курсе института запустил шоу под названием «El-city» с собой в качестве ведущего, а также выступал в клубах с музыкальной группой «Эпицентр». В 2009 году Тима переезжает в Москву и поступает на заочное отделение факультета журналистики МГУ, параллельно продолжая карьеру певца. Благодаря социальной сети MySpace его треки «Питер, я твой» и «Не сдавайся» набирают популярность среди массовой аудитории и оказываются в ротации на нескольких российских радиостанциях. Однако в 2010 году Брик оставляет певческую карьеру и становится PR-директором популярного российского шоу-мена Сергея Зверева.

## Карьера
С 2010 по 2013 год Тима Брик являлся PR-директором телеведущего, певца, звездного стилиста Сергея Зверева, немало поспособствовав развитию его карьеры: в тот период Сергей Зверев вел несколько телепередач о моде и получил премию канала RU.TV в номинации «Креатив года».
В 2013 году Брик становится продюсером российской телеведущей Даны Борисовой. Благодаря усилиям Тимы Брика, Дана Борисова после периода карьерных неудач вновь возвращается на телевидение в качестве ведущей двух телепередач: реалити-шоу «Машина» и свадебной программы «Ты нам подходишь» на канале «Домашний». Кроме того, под влиянием своего нового продюсера, Дана Борисова на время сменила амплуа и стала певицей в стиле «секси-поп». Её дебютный сингл под названием «Держи меня» некоторое время ротировался на станциях «Кекс ФМ» и Love Radio.
Тима Брик также успешно сотрудничал в сфере PR и с другими звездами российского шоу-бизнеса: телеведущей, фотомоделью Викторией Лопыревой, телеведущей Машей Малиновской, участниками реалити-шоу «Дом-2» Рустамом Солнцевым и Михаилом Терехиным, певицей Анастасией Стоцкой, певцом Прохором Шаляпиным и актрисой Анной Калашниковой.

## Смерть
Скончался в ночь с 4 на 5 февраля 2016 года в клинике пластического хирурга Гайка Бабаяна, где он сопровождал девушек – своих подопечных. Официальной причиной смерти стали осложнения при диабете. Тима долго боролся с этим недугом, имел 3 группу инвалидности. Обострение болезни, как полагали некоторые его знакомые, могло быть спровоцировано таблетками для похудения, которые принимали Брик и Дана Борисова. Дана Борисова утверждала, что они были с эффектом наркотиков и именно в результате приёма этих таблеток она стала наркоманкой. Дана Борисова объясняла, что Тим не понимал: для получения прибыли от таблеток для похудения их делают из наркотиков. Но судебно-медицинская экспертиза выяснила, что уже достаточно долго перед смертью таблетки для похудения сбросивший 30 кг и добившийся удовлетворяющего его веса Тима не принимал. Умер он от гипергликемической комы, от которой его не удалось спасти в медицинском учреждении вследствие тяжёлой кардиомиопатии, развившейся на фоне диабета, не контролируемого им, как он объяснял, из-за занятости профессиональной деятельностью. Смерть продюсера имела широкий общественный резонанс и освещалась в СМИ и на телевидении. Последней из телепередач, посвященных Тиме Брику, стала «Популярная правда» на телеканале «Ю» «Потери года».
Похоронен на Николо-Архангельском кладбище.